# Redução de Mozingo
A redução de Mozingo, também conhecida como reação de Mozingo ou redução de tiocetal ou tioacetal, é uma reação química capaz de reduzir totalmente uma cetona ou aldeído ao alcano correspondente. As etapas da reação são as seguintes:
A cetona ou o aldeído é ativado por conversão em tiocetal ou tioacetal cíclico, respectivamente, por reação com um ditiol (substituição nucleofílica) na presença de um ácido doador de H+. A estrutura do tiocetal ou tioacetal cíclico é, então, hidrogenolisada usando níquel de Raney como catalisador. O níquel de Raney é convertido irreversivelmente em sulfeto de níquel. Esse método é mais brando que as reduções de Clemmensen ou Wolff-Kishner, que empregam, respectivamente, condições fortemente ácida e básica que podem interferir em outros grupos funcionais.